# Jaluit
L'atoll de Jaluit est un atoll constitué par 91 îlots dans les Îles Marshall dont il est un district législatif.

## Description

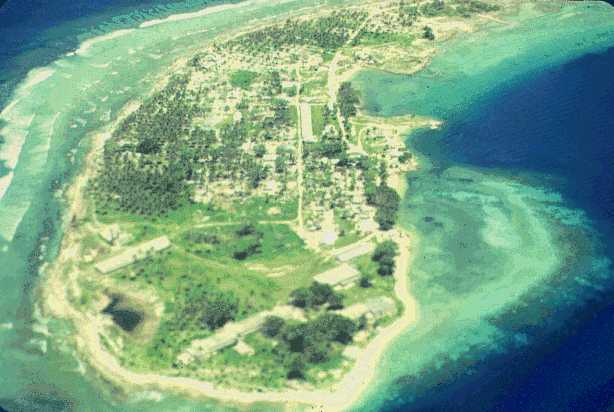
Vue aérienne de l'atoll de Jaluit en 1978.

L'atoll est situé dans le sud des Îles Marshall. La surface totale des terres émergées est de 11,34 km2, tandis que la surface totale du lagon est de 690 km2. Parmi les îles, on peut citer Ai, Ewo, Menge, Taka
La population de l'atoll était de 1 788 habitants en 2011. Celle-ci est principalement regroupée dans le village de Jabor (569 habitants). C'est de ce village qu'est originaire Amata Kabua, le premier président du pays.
L'atoll demeura longtemps le centre culturel des Marshall. À partir de la domination japonaise dans l'archipel (1920-1944), Jaluit perdit ce statut au profit de Majuro, atoll où se trouve la capitale du pays, Delap-Uliga-Darrit.

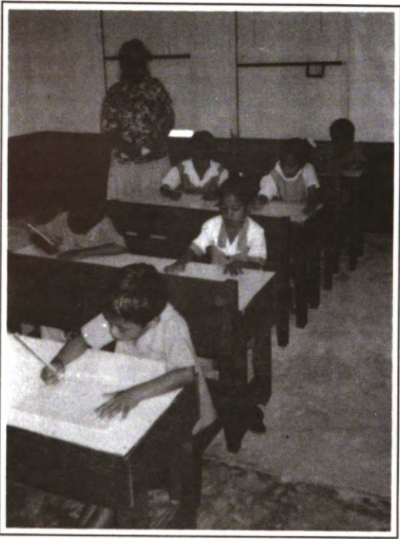
École Saint-Joseph

Le 13 juillet 2004, l'atoll de Jaluit est déclaré site Ramsar sur une surface de 690 km2.
L'atoll possède deux écoles primaires situées à Jabor : une école publique et l'école privée Saint-Joseph (une école catholique). Jaluit High Scool, également située à Jabor est une école secondaire dotée d'un internat. Elle reçoit les élèves originaires de l'atoll ainsi que ceux d'Ailinglaplap, Ebon, Jabat, Kili, Namdrik et Namu.
L'atoll est doté d'un aéroport.

## Personnalités liées
- Daisy Alik-Momotaro, femme politique, parlementaire.
- Mary Lanwi, femme politique et militante féministe.